# Долгов, Иван Николаевич
Иван Николаевич Долгов (15 июня 1909 — 4 апреля 1989) — советский военачальник, подполковник, участник Великой Отечественной войны, Герой Советского Союза (1945).

## Биография
Иван Долгов родился 15 июня 1909 года в деревне Арапетовка (ныне — Новодеревеньковский район Орловской области) в крестьянской семье. Окончил семь классов школы и рабфак, после чего работал в Ворошиловградской области Украинской ССР на руднике. 
В 1930 году призван на службу в Рабоче-крестьянскую Красную Армию. Окончил полковую школу, затем Харьковскую школу червоных старшин и курсы «Выстрел». Участвовал в Польском походе РККА. 
С июня 1941 года — на фронтах Великой Отечественной войны. К марту 1945 года подполковник Иван Долгов командовал 734-м стрелковым полком 233-й стрелковой дивизии 26-й армии 3-го Украинского фронта. Отличился во время Балатонской операции.
20 марта 1945 года полк Долгов одним из первых в армии переправился через канал Капош и в боях уничтожил более 20 танков и самоходных артиллерийских установок, а также большое количество другой боевой техники и живой силы противника.
Указом Президиума Верховного Совета СССР от 28 апреля 1945 года подполковник Иван Долгов был удостоен высокого звания Героя Советского Союза с вручением ордена Ленина и медали «Золотая Звезда».
В 1946 году уволен в запас. 
Жил в городе Артёмовске Донецкой области Украины, работал директором Донецкой швейно-обувной фабрики.
Скончался в Артёмовске 4 апреля 1989 года.
Награждён орденами Красного Знамени, Александра Невского, двумя орденами Отечественной войны 1-й степени, орденом Красной Звезды и рядом медалей.